# Cool Cats
Cool Cats er en dansk dokumentarfilm fra 2015 instrueret af Janus Køster-Rasmussen.

## Handling
I midten af 1960erne forlader de to jazzgiganter Ben Webster og Dexter Gordon USA med landets systematiske politivold, racediskrimination og ødelæggende narkokultur. De slår sig ned i København, hvor de bliver modtaget som musikalske frelsere. Men den eventyragtige skandinaviske hovedstad viser sig snart at være farligere for dem end de tror.

## Priser
Bedste film, Dock Of The Bay 2016.
Grand Prize, Jecheon Film festival 2016.
Audience Award, Copenhagen Jazz Film Festival 2016.